# Сусана Досамантес
Марія дель Перпетуо Сокорро Гвадалупе Сусана Досамантес Руль Рієстра (ісп. María del Perpetuo Socorro Guadalupe Susana Dosamantes Rul Riestras; 9 січня 1948, Гвадалахара, Халіско — 2 липня 2022, Маямі, Флорида) — мексиканська акторка театру, кіно та телебачення. Мати Пауліни Рубіо.

## Життєпис
Народилася 9 січня 1948 року у Гвадалахарі, штат Халіско, в родині Маріо Досамантеса Руля та Марії Елени Сусани Рієстра Алькасар.
Її акторський дебют відбувся 1969 року у фільмі «Спогади про майбутнє» Артуро Ріпштейна за однойменним романом Елени Гарро, де вона виконала одну з другорядних ролей. Наступного року з'явилася у вестерні «Ріо Лобо» Говарда Гоукса за участю Джона Вейна і Хорхе Ріверо. Пізніше почала грати у театрі та на телебаченні.
1990 року отримала премію TVyNovelas у категорії Найкраща лиходійка за роль Росаури Гусман у теленовелі «Помираю, щоб жити» (1989).
1969 року вступила у шлюб з іспанським юристом Енріке Рубіо Гонсалесом (1943—2011). У пари народилися син Енріке Рубіо і дочка Пауліна Рубіо, яка стала співачкою. Розлучилися 1974 року. З другим чоловіком — іспанським аудіопродюсером Карлосом Васальйо розлучилися 1988 року. Третій шлюб з Луїсом Рівасом тривав до смерті акторки.
Сусана Досамантес померла 2 липня 2022 року у Маямі, штат Флорида, в 74-річному віці від раку підшлункової залози.

## Вибрана фільмографія
| Рік       |    | Українська назва             | Оригінальна назва                 | Роль                                                    |
| --------- | -- | ---------------------------- | --------------------------------- | ------------------------------------------------------- |
| 1969      | ф  | Спогади про майбутнє         | Los recuerdos del porvenir        | Хулія Андраде                                           |
| 1970      | ф  | Безодня пристрастей          | Remolino de pasiones              | Габі                                                    |
| 1970      | ф  | Ріо Лобо                     | Rio Lobo                          | Марія Кармен                                            |
| 1970      | ф  | Квітка персика               | Flor de durazno                   | Марія                                                   |
| 1970      | ф  | Рай                          | Paraíso                           | подруга Вікі                                            |
| 1971      | ф  | Сім передднів для Адама      | Siete Evas para un Adan           | Бетті                                                   |
| 1971      | с  | Італійка збирається заміж    | Muchacha italiana viene a casarse | епізод                                                  |
| 1972      | с  | Карета                       | El carruaje                       | Консепсьйон                                             |
| 1972      | ф  | Каліман, надзвичайна людина  | Kalimán, el hombre increible      | Ніла                                                    |
| 1973      | ф  | Руда кобила                  | La yegua colorada                 | Ісабель Фуентес                                         |
| 1973      | с  | Гієна                        | La hiena                          | Даянара                                                 |
| 1974      | с  | Небесна Ана                  | Ana del aire                      | Норма                                                   |
| 1975      | тф | Наш власний дім              | A Home of Our Own                 | Магдалена                                               |
| 1975      | ф  | Темніше за ніч               | Más negro que la noche            | Аврора                                                  |
| 1975      | с  | Беззахисний                  | Lo imperdonable                   | Анхела Фонсека Флорес                                   |
| 1976      | ф  | Людина                       | El hombre                         | Марта                                                   |
| 1977      | с  | Дике серце                   | Corazón salvaje                   | Айме Мольнар                                            |
| 1979      | ф  | День вбивці                  | Day of the Assassin               | Княгиня                                                 |
| 1980      | ф  | Який зелений був мій герцог! | Qué verde era mi duque!           | Пілар                                                   |
| 1980—1981 | с  | Навчитися кохати             | Aprendendo a amar                 | Тереса Ібаньєс                                          |
| 1982      | ф  | Загравання зі смертю         | Jugando con la muerte             | Лаура                                                   |
| 1983      | с  | Амалія Батіста               | Amalia Batista                    | Амалія Батіста                                          |
| 1988      | ф  | Насолода помстою             | El placer de la venganza          | Крістіна Руїс                                           |
| 1988      | ф  | Протидія                     | Escuadrón                         | Роксана                                                 |
| 1988      | с  | Помираю, щоб жити            | Morir para vivir                  | Росаура Гусман                                          |
| 1990      | ф  | Душитель троянд              | El estrangulador de la rosa       | Паола Луна                                              |
| 1997      | с  | Любий ворог                  | Amada enemiga                     | Рехіна Проаль де Кіхано                                 |
| 2003      | с  | Ребекка                      | Rebeca                            | Матильда Лінарес                                        |
| 2005      | с  | Кохання безцінне             | El amor no tiene precio           | Лукресія Кавальйос                                      |
| 2006      | с  | Марина                       | Marina                            | Альберта Моралес де Аларкон                             |
| 2007      | ф  | Візьми цю ніжність           | Tomalo suave                      | Сусана                                                  |
| 2008      | с  | Клятва                       | El juramento                      | Луїса Роблес Конде                                      |
| 2010—2011 | с  | Єва Луна                     | Eva Luna                          | Марсела Кастро де Арісменді                             |
| 2011—2012 | с  | Пристрасне серце             | Corazón apasionado                | донья Урсула Кампос Міранда де Вільякастін (Генеральша) |
| 2012      | ф  | Прибуття Конрадо Сьєрри      | El arribo de Conrado Sierra       | донья Хосефа                                            |
| 2016      | с  | Тричі Ана                    | Tres veces Ana                    | Ернестіна                                               |
| 2017      | с  | Політ Вікторії               | El vuelo de la Victoria           | Глорія де Сантібаньєс-і-Кальсада                        |
| 2018      | ф  | Привид моєї нареченої        | El fantasma de mi novia           | бабуся Марія                                            |
| 2021      | с  | Якщо нам дозволять           | Si nos dejan                      | Ева де Монтьєль (Тіта)                                  |